# Ron Ely
Pour les articles homonymes, voir Ely (homonymie).
Ron Ely, né Ronald Pierce Ely, le 2 juin 1938, à Hereford (Texas) et mort le 29 septembre 2024 à Los Alamos (Californie), est un acteur et écrivain américain.
Ron Ely est surtout connu pour son interprétation de Tarzan, de 1966 à 1968, dans la série télévisée Tarzan sur le réseau NBC et pour le rôle principal dans le film Doc Savage: The Man of Bronze (1975) ainsi que l'animation de la télédiffusion du concours Miss America en 1981 et 1982.

## Biographie
Il suit des études supérieures à l'université du Texas. Il a à peine 20 ans lorsqu'il décroche un petit rôle au cinéma dans South Pacific. Son physique athlétique et sa haute taille, (1,93 m), le destinent à jouer les héros valeureux.
Le 15 octobre 2019, sa femme Valerie Lundeen Ely, 62 ans, est retrouvée morte à son domicile de Santa Barbara. Le suspect, son fils Cameron Ely, 30 ans, est abattu juste après par les forces de l’ordre.
Il meurt le 29 septembre 2024 à Los Alamos à l'âge de 86 ans,,.

## Filmographie

### Cinéma
- 1958 : South Pacific : un navigateur
- 1958 : Le Tueur au visage d'ange (The Fiend Who Walked the West) de Gordon Douglas : député Jim Dyer
- 1959 : The Remarkable Mr. Pennypacker (en) de Henry Levin : Wilbur Fielding
- 1966 : Le Ranch maudit (The night of the grizzly)[7] de Joseph Pevney : Tad Curry
- 1966 : Une fois avant de mourir (Once Before I Die) de John Derek : un soldat
- 1972 : Le Hurlement des loups (de) (Der Schrei der schwarzen Wölfe) de Harald Reinl : Bill Robinson
- 1972 : Alleluia et Sartana, fils de... : Hallelujah
- 1975 : Doc Savage arrive (Doc Savage : The Man of Bronze) de Michael Anderson : Clark 'Doc' Savage Jr
- 1976 : MitGift (de) : Dr Kurt Jahn
- 1978 : Slavers : Steven Hamilton

### Télévision
- 1959 : Papa a raison (Father Knows Best) (série télévisée) : Jerry Preston
- 1959 : Steve Canyon (série télévisée) : Pete Randall
- 1959 : Playhouse 90 (série télévisée) : Buddy
- 1959 : The Millionaire (en) (série télévisée) : Philips
- 1960 : The Life and Legend of Wyatt Earp (en) (série télévisée) : Arleigh Smith
- 1960 - 1961 : The Aquanauts (série télévisée) : Mike Madison
- 1962 : Thriller (série télévisée) : Lt. Mike Hudson
- 1966 - 1968 : Tarzan (série télévisée) : Tarzan
- 1969 : The Courtship of Eddie's Father (série télévisée) : Ronald
- 1971 : L'Homme de fer (Ironside) (série télévisée) : Scott Bradley
- 1974 : Docteur Marcus Welby (Marcus Welby M.D.) (série télévisée) : Ben Brecht
- 1978 : Wonder Woman (série télévisée) : Bill Michaels
- 1979, 1980, 1982 - 1984 : L'Île fantastique (Fantasy Island) (série télévisée) : Baron Manfred von Richthofen / Burt / Eric Williams/Marc Anthony / Kevin Lansing
- 1980, 1982 et 1983 : La croisière s'amuse (The Love Boat) (série télévisée) : Steve Swaggart / Jim / Ted Cole
- 1983 : Matt Houston (série télévisée) : Winston Fowler
- 1983 : Hôtel (série télévisée) : Evan Paige
- 1986 : Blacke's Magic (en) (série télévisée) : Garth Maxwell
- 1987 : Remous (Sea Hunt) (série télévisée) : Mike Nelson
- 1991 : Superboy (série télévisée) : Superman
- 1992 : Tarzan (série télévisée) : Gordon Shaw
- 1992 : Les Trois As (The Hat Squad) (série télévisée) : Carl Strong
- 1993 et 1996 : Le Rebelle (Renegade) (série télévisée) : Reverend McClain / Gen. Howard Bird
- 1994 : La Légende d'Hawkeye (série télévisée) : Harry March
- 2001 : Sheena, Reine de la Jungle (série télévisée) : Bixby

## Référence
1. ↑  « Ronald Pierce Ely - Texas Birth Index, 1903-1997 », sur FamilySearch (consulté le 14 janvier 2018)
2. ↑  (en) Clay Risen, « Ron Ely, Who Played an Updated Tarzan in the 1960s, Dies at 86 » , sur The New York Times, 23 octobre 2024 (consulté le 24 octobre 2024)
3. ↑  « La femme de l’acteur Ron Ely, qui a joué Tarzan, tuée par son fils », sur lefigaro.fr, 17 octobre 2019
4. ↑  (en) Lauryn Overhultz, « 'Tarzan' star Ron Ely dead at 86 », sur Fox News, 23 octobre 2023 (consulté le 23 octobre 2023)
5. ↑  (en) Mike Barnes, « Ron Ely, Star of the First Tarzan Series for Television, Dies at 86 », sur The Hollywood Reporter, 23 octobre 2024 (consulté le 23 octobre 2024)
6. ↑  (en) Andrew Dalton, « Ron Ely, TV's 'Tarzan' in the 1960s, dies at 86 », Associated Press, 23 octobre 2024 (consulté le 23 octobre 2024)
7. ↑  http://wild-wild-western.over-blog.com/article-le-ranch-maudit-1966-112172443.html / consulté le 31 août 2014.